# 동경 83도
동경 83도(東經83度)는 본초 자오선에서 동쪽으로 83도 떨어진 경선이다. 북극점에서 시작하여 북극해, 아시아, 인도양, 남극해, 남극을 거쳐 남극점에 이른다.
동경 83도는 서경 97도와 이어져 지구의 둘레를 이룬다.
북극점에서 남극점까지 동경 83도선은 다음 지역을 지나간다.
| 좌표                                                  | 나라, 지역, 해역 | 주석                                                            |
| ----------------------------------------------------- | ---------------- | --------------------------------------------------------------- |
| 북위 90° 0′ 동경 83° 0′  / 북위 90.000° 동경 83.000°  | 북극해           |                                                                 |
| 북위 81° 8′ 동경 83° 0′  / 북위 81.133° 동경 83.000°  | 카라해           | 우예디네니야 섬 바로 동쪽을 지나감                              |
| 북위 75° 58′ 동경 83° 0′  / 북위 75.967° 동경 83.000° | 러시아           | 트로이노이 섬                                                   |
| 북위 75° 55′ 동경 83° 0′  / 북위 75.917° 동경 83.000° | 카라해           |                                                                 |
| 북위 74° 5′ 동경 83° 0′  / 북위 74.083° 동경 83.000°  | 러시아           | 보스토크니 섬                                                   |
| 북위 74° 4′ 동경 83° 0′  / 북위 74.067° 동경 83.000°  | 카라해           |                                                                 |
| 북위 73° 38′ 동경 83° 0′  / 북위 73.633° 동경 83.000° | 러시아           |                                                                 |
| 북위 71° 52′ 동경 83° 0′  / 북위 71.867° 동경 83.000° | 예니세이 만      |                                                                 |
| 북위 71° 44′ 동경 83° 0′  / 북위 71.733° 동경 83.000° | 러시아           |                                                                 |
| 북위 71° 32′ 동경 83° 0′  / 북위 71.533° 동경 83.000° | 예니세이 만      |                                                                 |
| 북위 70° 59′ 동경 83° 0′  / 북위 70.983° 동경 83.000° | 러시아           | 노보시비르스크를 통과함                                         |
| 북위 50° 54′ 동경 83° 0′  / 북위 50.900° 동경 83.000° | 카자흐스탄       |                                                                 |
| 북위 47° 5′ 동경 83° 0′  / 북위 47.083° 동경 83.000°  | 중화인민공화국   | 신장 위구르 자치구 티베트 자치구                                |
| 북위 29° 40′ 동경 83° 0′  / 북위 29.667° 동경 83.000° | 네팔             |                                                                 |
| 북위 27° 27′ 동경 83° 0′  / 북위 27.450° 동경 83.000° | 인도             | 우타르프라데시 주 차티스가르 주 오디샤 주 안드라프라데시 주     |
| 북위 17° 29′ 동경 83° 0′  / 북위 17.483° 동경 83.000° | 인도양           |                                                                 |
| 남위 60° 0′ 동경 83° 0′  / 남위 60.000° 동경 83.000°  | 남극해           |                                                                 |
| 남위 66° 15′ 동경 83° 0′  / 남위 66.250° 동경 83.000° | 남극             | 오스트레일리아령 남극 지역, 오스트레일리아가 영유권을 주장한다. |

## 같이 보기
- 동경 82도
- 동경 84도